# Sielice-Kolonia
Sielice-Kolonia – kolonia w Polsce położona w województwie mazowieckim, w powiecie sochaczewskim, w gminie Sochaczew.
| SIMC    | Nazwa | Rodzaj    |
| ------- | ----- | --------- |
| 1058042 | Widna | część wsi |

W latach 1975–1998 miejscowość administracyjnie należała do województwa skierniewickiego.